# Зоркий (футбольный клуб)
«Зо́ркий» — российский футбольный клуб из Красногорска Московской области. Выступал в Классе «Б» и второй лиге чемпионата СССР (1968, 1969, 1982—1989), а также в Первенстве ПФЛ и Второй лиге России (2017/18—2019/20, 2022/23, 2023).

## История
Футбольная команда КМЗ (как и хоккейная), полноценно сформировавшись к 1937 году, начала постоянно участвовать в первенстве РСФСР по футболу. Так, в заметке от 27 сентября 1949 года в газете «Красногорский рабочий» было напечатано:

В воскресенье, 25 сентября, на стадионе Красногорского механического завода состоялся футбольный матч на первенство РСФСР между командами Красногорского механического завода и «Торпедо» — города Мытищи. Первый тайм закончился вничью. Во втором тайме первый гол в ворота гостей был забит правым нападающим товарищем Пеньковским. Второй мяч забил левый нападающий Красногорской команды товарищ Шибаев. Игра закончилась со счетом 2:0 в пользу красногорцев.

В 1966 году вместе с заводской командой по «русскому хоккею» (хоккею с мячом) футбольная также получает название «Зоркий». В 1968—1969 годах команда, представлявшая спортклуб Красногорского механического завода, выступала в классе «Б» первенства СССР (третий по силе дивизион), 9-я зона. В 1982—1989 годах — во Второй лиге первенства СССР (также третий по силе дивизион), 1-я зона. В 1984 году победила в зональном турнире и в финале РСФСР, но в финале 2 занял 3-е место из трёх команд и не получил повышения в классе. В 1992—1993 годах команда выступала в Первенстве России среди КФК (ЛФК), зона «Центр А».
В 2003 году был создан новый клуб с прежним названием. С 2003 по 2017 год выступал в ЛФЛ/III дивизионе (Первенство России среди ЛФК; название в 2016 — «КСДЮСШОР-Зоркий», в 2017 — «КСШОР-Зоркий»). В 2008 году занял 2-е место в зоне «Московская область» (группа «А»), в 2007 и 2009 году — 3-е.
Выступая на любительском уровне, клуб дважды принял участие в Кубке России: в 2007 году в розыгрыше Кубка России 2007/08 в 1/512 финала выиграл у «Знамени Труда» (2:1), а в 1/256 финала проиграл ФК «Лобня-Алла» (0:1), в 2009 году в розыгрыше Кубка России 2009/10, обыграв в 1/256 финала «Знамя Труда» (2:0), в 1/128 уступил «Сатурну-2» — 1:3 (в дополнительное время).
22 июня 2017 года руководство клуба официально заявило, что команда будет выступать в ПФЛ с сезона 2017/18, а также, что главным тренером назначен Сергей Юран.
С 2017-го по 2020 год выступал в ПФЛ, зона «Центр» (в первенстве ЛФК играла вторая команда: 2018 — СК «Зоркий»-2, 2019 — «Зоркий»-2). В июне 2020 года в СМИ появилась информация о том, что клуб прекратит существование. В июле клубом было заявлено об отказе от участия в Первенстве ПФЛ из-за недостатка финансирования и смене вектора развития клуба. В августе в первенстве лиги «Б» любительских команд Московской области в рамках III дивизиона взяла старт молодёжная команда «Зоркий»-2. В 2021 году клуб был представлен командами лиги «А» («Зоркий-Красногорск») и лиги «Б» (КСШОР «Зоркий» / «Зоркий»-2) аналогичного первенства.
В 2022 году ФК «Зоркий» вернулся во второй дивизион (в лиге «А» чемпионата Московской области в рамках III дивизиона России (ЛФК) стала играть вторая команда, в лиге «Б» продолжила участвовать команда КСШОР «Зоркий»). 16 августа 2022 года «Зоркий» проиграл в 1/256 финала Кубка России медиафутбольной команде «Амкал». Команда «Зоркий-Красногорск-2» стала победителем своего турнира. В 2023 году главная команда заняла 7-е место в группе 2 Второй лиги по итогам сезона 2022/23, а затем — то же место в группе 2 дивизиона «Б» Второй лиги. Молодёжная команда клуба в сезоне 2023 года заняла 3-е место в чемпионате Московской области в рамках III дивизиона.
В 2024 году «Зоркий» находится среди участников лиги «А» чемпионата Московской области в рамках III дивизиона (ЛФК), в лиге «Б» сохранилась команда «КСШОР-Зоркий».

## Достижения
- Первенство СССР, вторая лига, зональный турнир:
  - 1-е место (1984)
  - 2-е место (1985)
  - 3-е место (1982)
- Чемпионат (финал) РСФСР: 1-е место (1984)
- Финалист Кубка РСФСР: 1987
- Победитель Кубка ВЦСПС: 1979, 1980
- Чемпион Московской области: 1980, 1981
- Победитель кубка Мособлпрофа: 1979
- Победитель турнира на приз дважды Героя Советского Союза лётчика-космонавта Владислава Волкова: 1980[1][2]

## Стадион
Основная игровая база клуба — стадион «Зоркий» (Красногорск, ул. Пионерская, 31; вместимость — 8000 зрителей). Также специально для футболистов города было сделано новое поле на лыжном стадионе. Открытие прошло в день города Красногорска в сентябре 2008 года. Во время заливки льда играл на стадионе «Янтарь» в Строгине.
С 2020 года команда играет на стадионе «Машиностроитель» (Красногорск, ул. Заводская, 5).

## ДЮСШ «Зоркий»
На базе ДЮСШ ФК «Зоркий» в 2006 году была создана женская команда «Зоркий», с 2011 года — самостоятельная структура. В 2015 году ЖФК «Зоркий» прекратил существование. Футбольная школа продолжает функционировать.

## Статистика выступлений с сезона-2017/18
| Первенство | Первенство                                            | Первенство | Первенство | Первенство | Первенство | Первенство | Первенство | Первенство | Первенство                            | Кубок                   | Тренер                                                                                         |
| Год        | Лига/дивизион                                         | Место      | И          | В          | Н          | П          | М          | О          | Бомбардир                             | Кубок                   | Тренер                                                                                         |
| ---------- | ----------------------------------------------------- | ---------- | ---------- | ---------- | ---------- | ---------- | ---------- | ---------- | ------------------------------------- | ----------------------- | ---------------------------------------------------------------------------------------------- |
| 2017/18    | Первенство ПФЛ, группа «Центр»                        | 4 из 14    | 26         | 13         | 4          | 9          | 42 − 26    | 43         | Павлов В. — 10                        | 1/64                    | Сергей Юран                                                                                    |
| 2018/19    | Первенство ПФЛ, группа «Центр»                        | 5 из 14    | 26         | 10         | 6          | 10         | 40 − 34    | 36         | Белов А. Архипов С. Архипов А. — по 6 | 1/64                    | Сергей Юран                                                                                    |
| 2019/20    | Первенство ПФЛ, группа «Центр»                        | 7 из 14    | 16         | 7          | 2          | 7          | 31 − 32    | 23         | Никита Кашаев — 13                    | 1/64                    | Сергей Юран (по 16-й тур) Алексей Медведев (с 17-го тура)                                      |
| 2021       | Первенство ЛФК, группа «Московская область», Лига «А» | 3 из 16    | 30         | 18         | 7          | 5          | 99 − 34    | 61         | Максим Мельниченко — 17               | 1/8 Кубка лиги МО (ЛФК) | Денис Лопатин                                                                                  |
| 2022/23    | Вторая лига, группа 2                                 | 7 из 22    | 32         | 13         | 9          | 10         | 49 − 39    | 48         | Никита Дубчак — 9                     | 1-й раунд пути регионов | Денис Лопатин (по 5-й тур) Вячеслав Камольцев (и. о., 6—15-й туры) Игорь Ющенко (с 16-го тура) |
| 2023       | Вторая лига, дивизион «Б», группа 2                   | 7 из 18    | 17         | 7          | 4          | 6          | 16 − 17    | 25         | Сергей Сорокин — 5                    | 2-й раунд пути регионов | Андрей Черенков                                                                                |

1. ↑  Первенство проходило в два этапа, на втором этапе учитывалась часть матчей первого этапа. Приведены суммарные показатели в сыгранных матчах.